# Piano Terruto
Piano Terruto è un altopiano carsico alto 800 metri sul livello del mare appartenente alla catena montuosa degli Aurunci.
Raggiungibile a piedi percorrendo il sentiero CAI 54 offre all'escursionista un magnifico colpo d'occhio sul Golfo di Gaeta e sulla città di Formia. 
Nelle limpide giornate di tramontana è possibile osservare le vicine Isola di Ponza, Ventotene, Ischia, Capri e il Promontorio del Circeo.